# Olivier Productions
Olivier Productions est une société à responsabilité limitée ayant pour objet de produire des programmes audiovisuels, des spectacles vivants et de la musique.

## Projets
Cette société a été créée en 2007 par Olivier Minne, animateur-journaliste et producteur de télévision depuis 1990.
En 2008 Olivier Productions a produit pour France 2 :

1. Trois Contes merveilleux (fiction de 90 minutes) réalisé par Hélène Guétary, scénario et dialogue de Alexandre Toulet, Hélène Guétary, Henry Debidour. Cette fiction adaptée des contes de Grimm et Perrault met en scène les animateurs de France 2. (DVD disponible à la vente) ,
2. La Dame de chez Maxim (pièce de théâtre de Georges Feydeau, recréation unique) au théâtre des Variétés (Paris) mise en scène Francis Perrin, avec 26 comédiens.  (DVD disponible à la vente) ,
3. En 2015: L'hôtel du libre échange (pièce de théâtre de Georges Feydeau , recréation unique) au Théâtre André Malraux (Rueil) mise en scène par Raymond Acquaviva, avec 34 animateurs et journalistes de France 2.  En coproduction avec A Prime Group.
4. En 2016: Un chapeau de paille d'Italie (pièce de théâtre de Eugène Labiche, recréation unique) au Théâtre André Malraux (Rueil) mise en scène par Raymond Acquavia, avec 25 animateurs et journalistes de France 2, et 12 jeunes comédiens issus du cours R. Acquaviva.  En coproduction avec A Prime Group.
5. Olivier Productions a produit également "Mlle Maya en ut intégral" (création début 2010) avec la sortie de l'album du spectacle (voir lien en bas sur l'artiste) ainsi que la sortie de deux autres albums de musiques (variété française et musique pour enfants).